# Belize na Olimpijskim igrama
Belize se na Olimpijskim igrama natječe od 1969. godine kada se natjecao pod imenom Britanski Honduras. Prvi puta pod današnjim imenom sportaši iz Belizea nastupili su 1976. godine. Na Olimpijskim igrama 1980. u Moskvi Belize je bio jedna od 64 države koje su bojkotirale igre. Zasada nemaju još nijedan nastup na zimskim olimpijskim igrama. Belizejski olimpijski odbor osnovan je 1976. godine, te je iste godine priznat od strane Međunarodnog olimpijskog odbora.
Najviše sportaša Belizea njih 11 nastupilo je 1984. u Los Angelesu, a najmanje samo jedan 1972. godine u Münchenu.

## Vanjske poveznice
- Belize na službenoj stranici Olimpijskih igara